# Mike Bloomfield
Michael Bernard Bloomfield (Chicago, 28 juli 1943 – San Francisco, 15 februari 1981) was een Amerikaanse bluesgitarist, componist en songwriter, die een van de eerste populaire muzieksupersterren van de jaren 1960 werd, die zijn reputatie bijna volledig verdiende met zijn instrumentale bekwaamheid, aangezien hij vóór 1969 zelden zong. Bloomfield, gerespecteerd om zijn gitaarspel, kende en speelde met veel van Chicago's bluesmuzikanten, voordat hij zijn eigen bekendheid verwierf en speelde een belangrijke rol in het populariseren van bluesmuziek in het midden van de jaren 1960. Hij stond op nummer 22 op de Rolling Stone-lijst van 100 beste gitaristen aller tijden in 2003 en op nummer 42 door hetzelfde tijdschrift in 2011. Hij werd in 2012 opgenomen in de Blues Hall of Fame en, als lid van de Paul Butterfield Blues Band, in 2015 opgenomen in de Rock and Roll Hall of Fame.

## Biografie
Bloomfield werd geboren in een rijke Joods-Amerikaanse familie in Chicago. Bloomfields vader Harold Bloomfield werd geboren in Chicago in 1914. Diens vader Samuel Bloomfield startte Bloomfield Industries in het begin van de jaren 1930. Na het overlijden van Samuel namen Harold en zijn broer Daniel het bedrijf over. De moeder van Bloomfield, Dorothy Klein, werd in 1918 in Chicago geboren en trouwde in 1940 met Harold. Ze kwam uit een artistiek, muzikaal gezin en werkte als actrice en model, voordat ze met Harold trouwde. De familie van Bloomfield woonde op verschillende locaties in Chicago, voordat ze zich vestigden in West Melrose Street 424 aan de noordkant. Op 12-jarige leeftijd verhuisde zijn familie naar de buitenwijken van Glencoe (Illinois), waar hij twee jaar naar de New Trier High School ging. Gedurende deze periode begon hij te spelen in lokale bands en Bloomfield stelde de band The Hurricanes samen, genoemd naar de rockband Johnny and the Hurricanes uit Ohio. New Trier High School heeft Bloomfield van school gestuurd nadat zijn band een rauw rock-'n-roll-nummer uitvoerde op een schoolbijeenkomst in 1959. Hij studeerde een jaar aan de Cornwall Academy in Massachusetts en keerde daarna terug naar Chicago, waar hij zijn laatste jaar van opleiding doorbracht op de plaatselijke YMCA-school, Central YMCA High School.
Bloomfield woonde in 1957 een optreden bij van blueszanger Josh White in Chicago en begon tijd door te brengen in de South Side (Chicago) bluesclubs en gitaar te spelen met zwarte bluesmannen als Sleepy John Estes, Yank Rachell en Little Brother Montgomery. Hij zat voor het eerst bij een zwarte bluesband in 1959, toen hij optrad met Luther 'Guitar Junior' Johnson in de club The Place in Chicago. Hij trad op met Howlin' Wolf, Muddy Waters en vele andere Chicago-bluesartiesten in de vroege jaren 1960. In 1962 trouwde hij met Susan Smith. In 2001 schreef toetsenist, songwriter en platenproducent Al Kooper dat Bloomfields talent onmiddellijk duidelijk was voor zijn mentoren. Ze wisten dat dit niet zomaar een blanke jongen was, dit was iemand die echt begreep waar de blues over ging. Onder zijn vroege supporters bevonden zich B.B. King, Muddy Waters, Bob Dylan en Buddy Guy.

### The Butterfield Band (1965-1967)
In het begin van de jaren 1960 ontmoette hij mondharmonicaspeler en zanger Paul Butterfield en gitarist Elvin Bishop, met wie hij later zou spelen in The Paul Butterfield Blues Band. Hij begon ook vriendschappen en professionele associaties met Nick Gravenites en de in The Bronx geboren producent Norman Dayron, die de Universiteit van Chicago bijwoonde. Hij ontwikkelde een vriendschap met blueszanger Big Joe Williams. In 1963 organiseerden Bloomfield en zijn twee vrienden George Mitchell en Pete Welding een wekelijkse blues-showcase in de Fickle Pickle. Vervolgens bouwde hij zijn reputatie op in de twee clubs Big John's en Magoo's in Chicago. Met de hulp van zijn vriend Joel Harlib, een fotograaf uit Chicago die de feitelijke manager van Bloomfield werd, werd hij artiest bij Columbia Records. In het begin van 1964 nam Harlib een auditieband van Bloomfield mee naar Columbia-producent en talentscout John Hammond, die hem contracteerde bij het label Epic Records van Columbia.
Bloomfield nam in 1964 een paar sessies op voor Columbia, die tot na zijn dood niet werden uitgebracht. Begin 1965 trad hij toe tot de Paul Butterfield Blues Band, waaronder Elvin Bishop en toetsenist Mark Naftalin, samen met drummer Sam Lay en bassist Jerome Arnold, die eerder in de band van Howlin' Wolf had gewerkt. Elektra Records-producent Paul Rothchild nam de band op in het voorjaar van 1965, maar het merendeel van de nummers werd pas in de jaren 1990 uitgebracht. Een van de nummers die Rothchild opnam tijdens zijn eerste pass bij het produceren van de band, een nummer van Nick Gravenites met de titel Born in Chicago, was echter opgenomen op het Elektra-album Folksong '65, waarvan tweehonderdduizend exemplaren werden verkocht, toen het in september 1965 werd uitgebracht. Born in Chicago werd een undergroundhit voor de Butterfield Band. Hun debuutalbum The Paul Butterfield Blues Band werd in september opgenomen en de volgende maand uitgebracht.
In juni 1965 had Bloomfield opnamen gemaakt met Bob Dylan, die hij in 1963 had ontmoet in de club The Bear in Chicago. De club werd gefinancierd door de toekomstige manager Albert Grossman van Dylan en Butterfield, die een belangrijke rol zou spelen in de carrière van Bloomfield. Bloomfields Telecaster gitaarlicks waren te horen op Dylans Like a Rolling Stone, een single geproduceerd door Tom Wilson van Columbia Records. Bloomfield speelde op de meeste nummers op het Highway 61 Revisited-album van Dylan uit 1965 en hij verscheen op het podium met Dylan in juli op het Newport Folk Festival, waar Dylan Bloomfield en de Butterfield Band gebruikte - minus Paul Butterfield - samen met toetsenisten Al Kooper en Barry Goldberg. De show markeerde Dylans eerste gebruik van een elektrische band in een live optreden en Bloomfields spel op de songwriters Maggie's Farm wordt beschouwd als een mijlpaal op het gebied van elektrische gitaar. Nadat het Newport Folk Festival was afgelopen, hielp Bloomfield Dylan om de sessies voor Highway 61 Revisited te voltooien en Dylan vroeg Bloomfield om zich bij zijn toeringband aan te sluiten. Bloomfield maakte bezwaar en gaf er de voorkeur aan verder te spelen met de Butterfield Band.
Nadat Sam Lay na een reeks optredens in november 1965 ziek werd, haalde de Butterfield Band de in Chicago geboren drummer Billy Davenport bij de band. Tijdens het eerste deel van 1966 speelde de band in Californië en ze namen die zomer hun tweede album East-West op. Het titelnummer van de plaat toonde aan, dat de band modale muziek verkent en het was gebaseerd op het nummer It's About Time dat Gravenites en Bloomfield al sinds 1965 speelde. Bloomfield speelde op opnamesessies tussen 1965 en 1967. Zijn gitaarspel had een enorme impact op de muzikanten in de San Francisco Bay Area, nadat hij met de Butterfield-band in Fillmore West van Bill Graham speelde. Hij werd mentor en leraar voor veel gitaristen in de omgeving. Hij deed in 1965 een optreden met Peter, Paul & Mary, wat resulteerde in het nummer The King of Names. Hij nam in 1966 op met popgroep Chicago Loop, wiens When She Wants Good Lovin' (My Baby Comes to Me) dat jaar de hitlijst van Billboard Magazine haalde. Hij speelde ook gitaar op opnamen van Chuck Berry, Mitch Ryder en James Cotton.

### The Electric Flag (1967-1968)
Bloomfield was het rigoureuze toerschema van de Butterfield Band beu en probeerde na zijn verhuizing naar San Francisco zijn eigen band te creëren. Hij formeerde de kortstondige The Electric Flag in 1967, met de twee oude Chicago-medewerkers Barry Goldberg en zanger Nick Gravenites. De band had een blazerssectie. De ritmesectie van de band bestond uit bassist Harvey Brooks en drummer Buddy Miles. Miles had eerder gespeeld in de toeringband van Wilson Pickett, terwijl Brooks met Al Kooper had opgetreden in bands in New York. De eerste poging van de band was de soundtrack van de film The Trip uit 1967 van regisseur-producent Roger Corman, die in de lente van dat jaar werd opgenomen. The Electric Flag debuteerde op het Monterey Pop Festival in 1967 en bracht in april 1968 het album A Long Time Comin'uit bij Columbia Records. Critici complimenteerden het kenmerkende, intrigerende geluid van de band, maar vonden de plaat zelf enigszins ongelijk. Maar tegen die tijd viel de band al uit elkaar; rivaliteit tussen leden, kortzichtig management en heroïnemisbruik eisten allemaal hun tol. Kort na de publicatie van dat album verliet Bloomfield zijn eigen band, gevolgd door Gravenites, Goldberg en bassist Harvey Brooks.

### Werk samen met Al Kooper
Bloomfield maakte ook indruk door zijn werk met Al Kooper, die met Bloomfield had gespeeld op Dylans Like a Rolling Stone. Kooper was een A&R-man geworden voor Columbia Records en Bloomfield en Kooper hadden piano gespeeld op Grape Jam van Moby Grape uit 1968, een instrumentaal album dat was verpakt met de Wow-collectie van de band. 
"Waarom zou je niet samen een heel jamalbum maken?" Kooper herinnerde zich dat hij in 1998 deze aantekeningen in het boekje schreef voor de Bloomfield-bloemlezing Don't Say That I Ain't Your Man: Essential Blues, 1964–1969. In die tijd werden de meeste jazzalbums gemaakt met behulp van deze modus operandi: kies een leider of twee co-leiders, huur geschikte sidemen in, kies wat deuntjes, verzin er een paar en neem een heel album op in een of twee dagen. Waarom probeer je rock niet te legitimeren door aan deze normen te voldoen? Bovendien was ik als fan ontevreden over de opgenomen studio-output van Bloomfield tot dan toe. Het leek erop dat zijn studiowerk werd geremd en beteugeld, vergeleken met zijn opruiende live-optredens. Ik heb hem in een studio geplaatst, waar hij zich vrij kon voelen om gewoon te vlammen zoals hij deed in live optredens? Het resultaat was het jamalbum Super Session, dat aan één kant de gitaarkunsten van Bloomfield belichtte. Bloomfield, die aan slapeloosheid leed, verliet de sessies na de eerste dag. Gitarist Stephen Stills voltooide het album met Kooper. Het kreeg uitstekende recensies en werd het best verkochte album uit de carrière van Bloomfield. Het succes leidde tot het live vervolg The Live Adventures of Mike Bloomfield and Al Kooper, opgenomen gedurende drie nachten in Fillmore West in september 1968.

### Solowerk
Bloomfield ging door met solo-, sessie- en back-upwerk van 1968 tot 1980. Hij speelde gitaar op de cover van Mother Earth Mother Earth van Memphis Slim, een nummer van hun album Living with the Animals uit 1968 en op twee albums van de in Texas geboren soulzanger Wayne Talbert. Met Mark Naftalin produceerde hij de sessies uit 1968 voor het album Cotton in Your Ears van James Cotton uit 1968. Hij bracht zijn eerste soloalbum It's Not Killing Me uit in 1969. Bloomfield hielp Janis Joplin ook bij het samenstellen van haar Kozmic Blues Band voor het album I Got Dem Ol 'Kozmic Blues, Again Mama! In 1969, schreef mee aan Work Me, Lord voor het album en speelde de gitaarsolo op Joplins bluescompositie One Good Man. Columbia bracht nog het album Live at Bill Graham's Fillmore West uit in 1969, een live concertjam met onder meer Mark Naftalin, voormalige bandleden van Electric Flag Marcus Doubleday en Snooky Flowers en een gastoptreden van Taj Mahal. In hetzelfde jaar herenigde hij zich met Paul Butterfield en Sam Lay voor het album Fathers and Sons van Chess Records, met Muddy Waters en pianist Otis Spann. Bloomfield componeerde en nam de soundtrack op voor de film Medium Cool, geregisseerd door zijn achterneef Haskell Wexler. De film bevat beelden, die zijn opgenomen in Chicago tijdens de Democratic National Convention van 1968. Met Nick Gravenites produceerde hij het album Mourning in the Morning uit 1969 van bluesgitarist Otis Rush, opgenomen in de FAME Studios in Muscle Shoals, Alabama met een band met toetsenisten Mark Naftalin en Barry Beckett, samen met gitarist Duane Allman. In 1970 stopte Bloomfield met spelen vanwege zijn heroïneverslaving
In 1973 nam hij zijn tweede soloalbum Try It Before You Buy It op. Columbia wees het af en de volledige versie van de plaat zou pas in 1990 verschijnen. Ook in 1973 knipte hij Triumvirate met Dr. John en gitarist en zanger John Hammond jr. In 1974 voegde hij zich weer bij The Electric Flag voor het album The Band Kept Playing. In 1975 nam hij een album op met de band KGB. De naam van de band is een acroniem van de initialen van singer/songwriter Ray Kennedy, Barry Goldberg en Bloomfield. De band omvatte ook Ric Grech en drummer Carmine Appice. Grech en Bloomfield stopten kort na de publicatie. Toen de plaat in 1976 in de winkels lag, vertelde Bloomfield aan journalisten dat de band een slecht bedacht project was om geld te verdienen. Het album werd niet goed ontvangen door critici, maar het bevatte wel het opvallende nummer Sail On, Sailor. Het auteurschap werd toegeschreven aan Wilson-Kennedy en had een bluesachtig, donker gevoel, samen met Ray Kennedys originele aan cocaïne gerelateerde teksten. In hetzelfde jaar trad hij op met John Cale op Cales soundtrack voor de film Caged Heat. In 1976 nam hij het instructiealbum If You Love These Blues, Play 'Em as You Please op voor gitaristen, dat werd gefinancierd door het tijdschrift Guitar Player.
In de jaren 1970 speelde Bloomfield in lokale clubs in de San Francisco Bay-omgeving, waaronder de Keystone Korner en zat hij in met andere bands. In 1977 werd Bloomfield door Andy Warhol geselecteerd om de soundtrack Andy Warhol's Bad (ook bekend als BAD) te maken voor de laatste film van de popartiest. Voor het project werd ook de nog niet uitgebrachte single Andy's Bad geproduceerd. In de periode 1979–1981 trad hij vaak op met de King Perkoff Band, waarbij hij ze soms introduceerde als de Michael Bloomfield and Friends-outfit. Bloomfield nam Hustlin' Queen op, geschreven door John Isabeau en Perkoff in 1979. Hij toerde door Italië en Zweden met gitarist Woody Harris en celliste Maggie Edmondson in de zomer van 1980. Hij was op 15 november 1980 met Bob Dylan in het Warfield Theatre in San Francisco. Bloomfield speelde op Dylans Like a Rolling Stone en The Groom's Still Waiting at the Altar. Hij bleef live-optredens spelen en zijn optreden op het San Francisco State College op 7 februari 1981 zou zijn laatste optreden zijn. Hoewel Bloomfield uit een rijke familie kwam, heeft hij nooit een forfaitair bedrag geërfd. Hij ontving een jaarlijks inkomen van een trust, die was opgericht door zijn grootvader van vaders kant, die hem elk jaar $50.000 opleverde.

## Stijl
Bloomfields muzikale invloeden waren onder andere Scotty Moore, Chuck Berry, Little Richard, B.B. King, Big Joe Williams, Otis Rush, Albert King, Freddie King en Ray Charles. Bloomfield gebruikte oorspronkelijk een Fender Telecaster, hoewel hij ook een Fender Duo-Sonic had gebruikt tijdens het opnemen voor Columbia, nadat hij in 1964 een contract had getekend bij het label. Tijdens zijn periode bij de Butterfield Blues Band gebruikte hij die Tele op het eerste Butterfield album en op hun eerste tournees in de herfst van 1965. In november had hij die gitaar geruild met gitarist John Nuese van de International Submarine Band voor Nuese's Gibson Les Paul Goldtop-model uit 1954, die hij gebruikte voor enkele van de Oost-West-sessies en die hij in Boston verwierf. In 1967 ruilde Bloomfield de Goldtop met zijn vriend reparateur/muzikant Dan Erlewine voor Dans Les Paul Standard uit 1959 en $100. De Les Paul Standard was eind jaren 1950 niet populair gebleken omdat hij door rock-'n-roll-gitaristen te zwaar en te duur werd geacht. Gibson stopte met de productie van het model in 1960. Bloomfield gebruikte de Les Paul Standard in The Electric Flag en op het Super Session-album en concerten. Later schakelde hij over tussen de Les Paul en de Telecaster, maar zijn gebruik van de Les Paul inspireerde andere gitaristen om het model te gebruiken en spoorde Gibson aan om de Les Paul Standard in 1968 opnieuw te introduceren.
Bloomfield verloor uiteindelijk de gitaar in Canada. De biografie van Wolkin en Keenom onthulde dat een clubeigenaar de gitaar hield als gedeeltelijke compensatie nadat Bloomfield een serie optredens had afgebroken. Dit bleek juist te zijn en het optreden in kwestie was in de Cave in Vancouver, geboekt vanaf 12 november 1974, gedurende vijf dagen, tot 16 november. De band speelde de eerste avond, maar de volgende dag stapte Bloomfield in een vliegtuig en vloog naar huis naar San Francisco, vrijwel zonder kennisgeving aan de club, het hotel of de bandleden. Zijn vriend Mark Naftalin vond een briefje op een gescheurd stuk papier in de hotelkamer met de tekst 'bye bye, sorry'. De twee gitaren van Bloomfield waren achtergelaten bij de club en werden vastgehouden door clubeigenaar Stan Grozina, die compensatie wilde voor gederfde inkomsten. In tegenstelling tot tijdgenoten als Jimi Hendrix en Jeff Beck, experimenteerde Bloomfield zelden met feedback en distortion en gaf hij de voorkeur aan een luid maar schoon, bijna chiming geluid met een gezonde hoeveelheid reverb en vibrato. Deze benadering zou een sterke invloed hebben op Jerry Garcia, die op het hoogtepunt van de invloed van de Butterfield Band in 1965 afstapte van een carrière in akoestische muziek naar elektrische rock. Een van zijn favoriete versterkers was een Fender Twin Reverb uit 1965. Zijn solo's, zoals die van de meeste bluesgitaristen, waren gebaseerd op de mineur pentatonische toonladder en de blues toonladder. Zijn liberale gebruik van chromatische noten binnen het pentatonische kader en zijn periodieke lijnen gebaseerd op Indiase en oosterse modi lieten een aanzienlijke mate van vloeibaarheid in zijn solo's toe.
Gibson heeft sindsdien een Michael Bloomfield Les Paul uitgebracht - die zijn Standard uit 1959 repliceert - als erkenning voor zijn impact op het bluesgenre, zijn rol in de nieuw leven ingeblazen productie van de gitaar en zijn invloed op vele andere gitaristen. Omdat de daadwerkelijke gitaar al zoveel jaren niet bekend was, vertrouwde Gibson op honderden foto's, die door de familie van Bloomfield waren verstrekt om de gitaar te reproduceren. Het model is verkrijgbaar in twee configuraties: een schone Vintage Original Specificaties (VOS)-versie, met alleen Bloomfield's niet-overeenkomende volume- en toonregelknoppen, ontbrekende tuimelschakelaarafdekking en niervormige tuners die de Gibson-originelen vervangen, die de inspiratie en een trouw verouderde reproductie van de gitaar zoals die was toen Bloomfield hem voor het laatst bespeelde, compleet met de finishvlek onder de brug en verschillende inkepingen en vlekken elders rond het lichaam. Zijn invloed onder hedendaagse gitaristen is nog steeds algemeen voelbaar, voornamelijk in de technieken van vibrato, natuurlijke sustain en besparing van noten. Gitaristen als Joe Bonamassa, Arlen Roth, Carlos Santana, Slash, Jimmy Vivino, Chuck Hammer, Eric Johnson, Elliot Easton, Robben Ford, John Scofield, Jimmy Herring, Phil Keaggy en G.E. Smith blijven in wezen beïnvloed door Bloomfields vroege opgenomen werk.

## Overlijden
Bloomfield overleed in San Francisco op 15 februari 1981 op 37-jarige leeftijd. Hij werd zittend achter het stuur van zijn auto aangetroffen, met alle vier de deuren op slot. Volgens de politie werd op het autostoeltje een lege valiumfles gevonden, maar er werd geen afscheidsbrief gevonden. De medisch onderzoeker die de autopsie uitvoerde, oordeelde dat het overlijden per ongeluk was gebeurd, hoewel hij geen doodsoorzaak kon vaststellen, omdat er geen drugs in Bloomfields lichaam waren gevonden en er geen tekenen waren van een misdrijf. Bloomfields laatste album Cruisin' for a Bruisin' werd uitgebracht op de dag dat zijn dood werd bekendgemaakt. Zijn stoffelijk overschot is begraven in een crypte op Hillside Memorial Park Cemetery in Culver City, nabij Los Angeles.

## Discografie

### The Paul Butterfield Blues Band
- 1965: The Paul Butterfield Blues Band
- 1966: East-West
- 1965: The Original Lost Elektra Sessions (nog niet uitgebrachte opnames van 1965)
- 1966-1967: East-West Live (drie live versies van de track East-West

### The Electric Flag
- 1967: The Trip
- 1968: A Long Time Comin'
- 1974: The Band Kept Playing
- 2002: Groovin' Is Easy

### Solo
- 1969: It's Not Killing Me
- 1973: Try It Before You Buy It (Niet uitgebracht tot 1990. Extra opnamen van deze sessies zijn uitgebracht op Bloomfield: A Retrospective in 1983)
- 1976: If You Love These Blues, Play 'Em as You Please (heruitgegeven op cd met Bloomfield-Harris)
- 1977: Andy's Bad; niet-uitgebrachte titelsoundtrack naar Andy Warhol's Bad)
- 1977: Analine
- 1978: Michael Bloomfield
- 1978: Count Talent and the Originals
- 1979: Between a Hard Place and the Ground
- 1979: Bloomfield-Harris
- 1981: Cruisin' for a Bruisin'

### Samenwerkingen
- 1964, 2007: Blueskvarter,

veel Zweedse cd's, opnamen op Zweedse radio. Bloomfield speelt gitaar bij  Little Brother Montgomery, Sunnyland Slim, Yank Rachell, Eddie Boyd en anderen.
- 1968: Super Session, Bloomfield, Kooper en Stills. Dit album is sindsdien geremasterd, met nieuwe edities met verschillende Bloomfield-optredens die niet op het originele album stonden, waaronder Blues for Nothing en Fat Grey Cloud.
- 1968: The Live Adventures of Mike Bloomfield and Al Kooper
- 1968, 2003: Fillmore East: Al Kooper and Mike Bloomfield. The Lost Concert Tapes 12/13/68
- 1969: Two Jews Blues, met Barry Goldberg (niet genoemd vanwege contractuele beperkingen)
- 1969: My Labors (1969), met Nick Gravenites
- 1969: Live at Bill Graham's Fillmore West, met Nick Gravenites, Taj Mahal, Mark Naftalin. Enkele van de optredens bij dezelfde concerten die dit album opleverden, waren opgenomen op My Labors. Die optredens, met uitzondering van Winter Country Blues, maken nu deel uit van Live at Bill Graham's Fillmore West 1969, uitgebracht in 2009 en toegeschreven aan Michael Bloomfield met Nick Gravenites and Friends.
- 1969: Medium Cool, originele film soundtrack met Bloomfield en anderen
- 1973: Steelyard Blues, originele film soundtrack, met Nick Gravenites en anderen
- 1973: Mill Valley Bunch – Casting Pearls, met Bill Vitt, Nick Gravenites en anderen
- 1973: Triumvirate, met John Hammond en Dr. John
- 1976: KGB (1976), Ray Kennedy (vocals), Barry Goldberg (keyboards), Mike Bloomfield (guitar), Ric Grech (bass), Carmine Appice (drums)

### Geselecteerd sessiewerk
- 1965: Highway 61 Revisited – Bob Dylan
- 1965: Album - Peter, Paul & Mary
- 1966: Chicago Loop
- 1967: Cherry Red - Eddie 'Cleanhead' Vinson (BluesWay)
- ????: Carry On/Ronnie Siegel from Avenue L 45 - Barry Goldberg, met Frank Zappa, gitaar, geproduceerd door Tom Wilson
- 1968: Grape Jam – Moby Grape – Played Piano
- 1968: Living with the Animals – Mother Earth; gecrediteerd als Makal Blumfeld vanwege contractuele beperkingen.
- 1968: Dues to Pay - Wayne Talbert & the Melting Pot
- 1969: Lord Have Mercy on My Funky Soul - Wayne Talbert
- 1969: Fathers and Sons – Muddy Waters
- 1969: I Got Dem Ol' Kozmic Blues Again Mama! – Janis Joplin
- 1969: Weeds – Brewer & Shipley
- 1970: Moogie Woogie - The Zeet Band (gecrediteerd als Fastfingers Finkelstein)
- 1970: Sam Lay in Bluesland – Sam Lay
- 1971: Gandharva – Beaver & Krause
- 1971: Brand New – Woody Herman and His Orchestra

### Postume publicaties
- Living in the Fast Lane (1981)
- Bloomfield: A Retrospective (1983)
- I'm with You Always (Live-opnamen van McCabe's Guitar Shop, Santa Monica, CA; 1977)
- Between the Hard Place and the Ground (Anders dan de originele lp uit de jaren 1970 - met verdere selecties uit McCabe's Guitar Shop)
- Don't Say That I Ain't Your Man: Essential Blues, 1964–1969, een bloemlezing met vijf nummers uit Bloomfields originele Columbia-sessies uit 1964.
- Live at the Old Waldorf (Live opgenomen in 1976 en 1977 door producer Norman Dayron in de nachtclub Old Waldorf)
- Barry Goldberg & Friends – Live (Met Mike op gitaar op de meeste nummers)
- Michael Bloomfield, Harvey Mandel, Barry Goldberg & Friends (met Eddie Hoh op drums) – Solid Blues, ed. 1995 (St.Clair Entertainment Group Inc.)
- The Holy Kingdom: Music of the Gospel 1998 Mike Bloomfield vertolkte 2 songs; Wings Of An Angel en You Must Have Seen Jesus. Andere artiesten op het album inbegrepen The Five Blind Boys Of Alabama, The Cavaliers en The Swan Silvertones.
- If You Love These Blues door Wolkin & Keenom (Miller Freeman Books, 2000) bevat een cd met opnames uit 1964 gemaakt door Norman Dayron
- From His Head to His Heart to His Hands: An Audio-Visual Scrapbook (2014); een carrière-retrospectief van Columbia Legacy, geproduceerd door Al Kooper, inclusief tapes van Bloomfields originele auditie voor John Hammond bij Columbia Records in 1964, niet eerder uitgebrachte live-optredens en een dvd met de documentaire Sweet Blues: A Film About Mike Bloomfield, geregisseerd door Bob Sarles en geproduceerd en bewerkt door Bob Sarles en Christina Keating. De film ging in première op het Mill Valley Film Festival in oktober 2013.[18]

- Bibliothèque nationale de France: cb124040619 (data)
- Gemeinsame Normdatei: 123048494
- International Standard Name Identifier: 0000 0000 7992 0483
- Library of Congress Control Number: n81140139
- MusicBrainz: 1be2e508-905c-4d90-9bf2-7ab55f78b3e6
- Nationale Bibliotheek van Tsjechië: xx0036063
- Nationale Bibliotheek van Israël: 987007272424905171
- Nederlandse Thesaurus van Auteursnamen: 222431288
- Système universitaire de documentation: 033143986
- Virtual International Authority File: 40589300
- WorldCat: E39PBJmP93HTx7FHwT7VwJHBfq